# Ur lifvet II
Ur lifvet II är en novellsamling av Anne Charlotte Leffler, utgiven 1883 på Hæggströms förlag.
Efter framgången med Ur lifvet I var Leffler under våren 1883 inriktad på att ge ut en ny samling i samma serie. Framgången gav Leffler ett bra förhandlingsläge vad gällde arvodet och samlingen kom att tryckas i 3 000 i dess första upplaga, vilket var mycket i jämförelse med andra samtida författare. Samlingen innehåller totalt fyra noveller: Aurore Bunge, Barnet, Ett bröllop och I krig med samhället. Av dessa var Barnet sedan tidigare utgiven, medan övriga var opublicerade. Boken var den andra i en serie om sex med titeln Ur lifvet. Den sista delen utgavs postumt 1893.
Leffler hade viss huvudbry när det kom till urvalet av noveller till samlingen. Novellen Aurore Bunge kom återigen på tal. Denna novell hade varit aktuell redan för Ur lifvet I, men refuserats på grund av dess erotiska innehåll. Novellen hade tidigare också varit aktuell för publicering i Ny Illustrerad Tidning, men där refuserats av Ernst Beckman. Leffler hade tillsammans med brodern Gösta Mittag-Leffler också undvikit att publicera den i Finsk Tidskrift, vilket också varit aktuellt. Stärkt av framgången med Ur lifvet I vågade nu Leffler till slut publicera novellen. I Kungliga biblioteket finns flera versioner av novellen bevarade, där den första är daterad till 1880. Berättelsens titel var först I stora verlden och senare I Societén. Medlagt i manuskriptet finns även ett meddelande där Urban von Feilitzen (känd under signaturen Robinson) tackar för att han hade fått läsa det.
Som motvikt till Aurore Bunge medtogs novellen Barnet, vilken tidigare mottagits väl när den publicerades i marsnumret av Ny Svensk Tidskrift. Hon inkluderade också novellen Ett bröllop, vilken ansågs vara tämligen oförarglig. Den var också samlingens kortaste novell. Den sista novellen att komma med blev I krig med samhället. I maj 1883 utkom Ur lifvet II.

## Novellerna
Barnet
I Barnet kretsar handlingen kring en ung läkare som strävar efter ett lyckligt samliv med sin hustru, men råkar trots detta kränka henne gång efter gång. När han anställer en hushållerska tar hustrun illa vid sig och känner sig "afsatt i sitt eget hus". När hon läser Gustave Flauberts Madame Bovary konfiskerar han den då han anser att hon inte ska låta sig "förorenas" av den moderna litteraturen. Ytterligare en konflikt har paret kring pengar. När hustrun begär en mindre summa pengar av maken varje vecka blir denne sårad för hon "tänker på mitt och ditt". Mot slutet av berättelsen är maken döende och då försonas makarna. Mannen inser att han gjort fel när han behandlat hustrun som han gjort. I anslutning till makens död föder hustrun en flicka, som hon bestämmer att endast hon själv ska ta hand om.
Ett bröllop
Berättelsen handlar om det paret Sten och Alfhild. Alfhild är en så kallad "barnhustru", en omogen och naiv ung kvinna trots sina nitton år. I kontrast till detta står Sten som är betydligt mer erfarenheten.
Aurore Bunge
Novellen handlar om 30-åriga Aurore Bunge som tillbringar en sommar i skärgården tillsammans med sin moder. En dag möter hon en fyrvaktare som bor ensam på ett skär. En storm gör att hon blir lämnad ensam med honom i tre dagar, attraktion uppstår och de har sex med varandra. Efter de tre dagarna återvänder Aurore hemåt igen. Det är inte tal om att gifta sig med fyrvaktaren trots att hon förstår att hon väntar hans barn. I stället accepterar Bunge att hennes mor arrangerar ett giftermål med den friare som kan tänkas acceptera att bli styvfar till ett utomäktenskapligt barn. Tematiskt berör berättelsen kvinnans möjlighet att leva ut sina sexuella lustar även utanför äktenskapet.
I krig med samhället
I krig med samhället handlar om den unga kvinnan Arla som är gift med den konservative byråchefen Örn. De har två barn tillsammans och Arla lever i tron att hon är lycklig, ända tills att hon träffar den unge informatorn Berndtson, som är en fritänkande man med stort entusiasm och nya socialistiska idéer. Övertygad av dennes åsikter om äktenskapet lämnar Arla sin make. Efter skilsmässan förbjuds hon av maken att träffa deras gemensamma barn. Mot slutet av berättelsen återförenas hon dock med sin son som blir hennes emotionella räddning.
Huvudpersonen Arla är radikal och har ett socialt utanförskap då hon inte följer samhällsnormen för hur kvinnor ska bete sig. Till exempel röker hon cigarr i offentliga lokaler och vistas på stan med andra män än sin make.

## Mottagande
Ur lifvet II fick blandade recensioner när den utkom i maj 1883. I Post- och Inrikes Tidningar rubricerade den konservative kritikern Carl David af Wirsén samlingen som "klen" och "ett stort steg nedåt". I slutet av augusti sågade Aftonbladet boken och förklarade att anledningen till att anmälan dröjt var att man inte velat förstöra sommaren för läsarna. Vidare beskrev recensenten boken som ett moraliskt förfall och menade att den var förföriskt orenande för ungdomen att läsa. Till de positivt inställda hörde Karl Warburg, Gustaf af Geijerstam och Urban von Feilitzen (signaturen Robinson). Warburg berömde Leffler för hennes "lyckliga framställningsförmåga". Han berömde henne även för att vara djärv, vilket också Geijerstam gjorde. Robinson kallade I krig med samhället för Lefflers mest fulländade arbete.
Den novell som vållade mest debatt var Aurore Bunge. Af Wirsén kallade berättelsen så "befängd" att den blev komisk. Göteborgspostens anmälare var inne på samma spår och skrev "Den qvinna, som ej kämpar emot sig sjelf i dylik situation, är icke qvinna i detta ords ädlare bemärkelse, hon är en varelse på ett lägre trappsteg i skapelsens utvecklingskedja, och hon är som sådan ej ett föremål för konstens behandling.

### Fotnoter
1. 1 2  ”Ur lifvet”. Libris.kb.se. http://libris.kb.se/hitlist?d=libris&q=leffler+ur+lifvet&f=simp&spell=true&hist=true&p=1. Läst 28 november 2012.
2. ↑  Lauritzen 2012, s. 232-233, 566
3. 1 2  Lauritzen 2012, s. 234, 566-567
4. ↑  Lauritzen 2012, s. 235-236
5. ↑  Lauritzen 2012, s. 237-238
6. ↑  Lauritzen 2012, s. 241-242
7. ↑  Gedin 2004, s. 84
8. ↑  Lauritzen 2012, s. 243-245
9. ↑  Gedin 2004, s. 128
10. 1 2  Lauritzen 2012, s. 248-253
11. ↑  Gedin 2004, s. 240